# Markthalle (Saint-Lys)

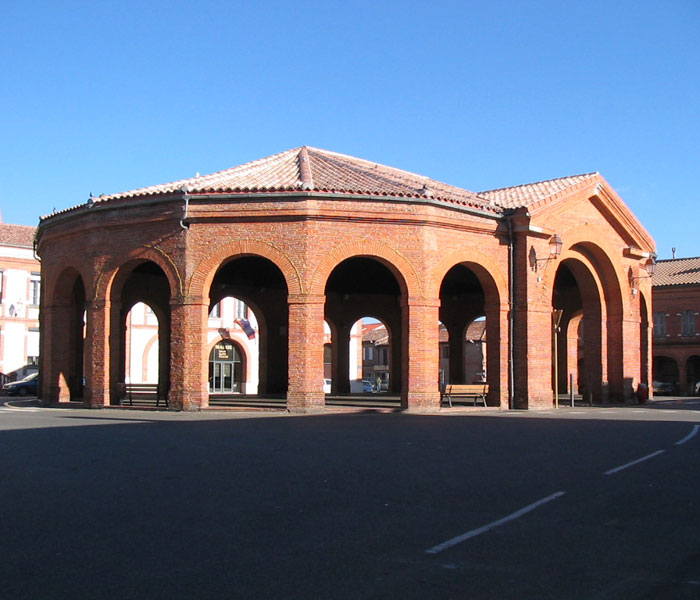
Markthalle in Saint-Lys

Die Markthalle in Saint-Lys, einer französischen Gemeinde im Département Haute-Garonne der Region Okzitanien, wurde von 1842 bis 1846 errichtet. Im Jahr 2004 wurde die Markthalle an der Place Nationale als Monument historique klassifiziert.
Die Markthalle aus Backsteinmauerwerk wurde nach Plänen des Architekten Edmond Chambert erbaut. Das ovale Gebäude im Stil des Klassizismus ist durch 20 Rundbogenarkaden geöffnet. Die zwei größeren Arkaden bilden die Hauptachse, sie werden von einem dreieckigen Giebel bekrönt.
Beim Dachstuhl wurden bereits Eisenelemente verwendet.